# Happy Together (Lied)
Happy Together (englisch für „Zusammen glücklich“) ist ein Lied ein Lied der US-amerikanischen Rockband The Turtles, das im Januar 1967 erschien.

## Entstehung und Veröffentlichung
Das Lied wurde gemeinsam von Garry Bonner und Alan Gordon geschrieben. Für die Produktion zeichnete Joe Wissert verantwortlich. Gordon habe fast die Hälfte des Liedes fertig gehabt, aber ihm habe noch das richtige melodische Konzept gefehlt. Er bot zunächst Allen Jacobs an, das Lied als Koautor mit ihm fertigzustellen, aber dieser lehnte ab und meinte, das Lied sei „zu einfach“. Also schrieb Gordon das Lied gemeinsam mit Bonner, dem Schlagzeuger der Magicians, zu Ende. Die beiden erstellten eine Demoaufnahme, das nach der Ablehnung mehrere Gruppen schließlich von den Turtles angenommen wurde. Nach dem kommerziellen Erfolg von Happy Together schrieben die beiden gemeinsam weitere Lieder für die Turtles sowie andere Gruppen.
Die Erstveröffentlichung von Happy Together erfolgte als Single im Januar 1967 bei White Whale Records in Nordamerika. Diese erschien als 7″-Single mit der B-Seite Like the Seasons (Katalognummer: WW-244). In Europa erschien die Single am 24. Februar desselben Jahres bei London Records mit der B-Seite We’ll Meet Again (Katalognummer: HLU 10115). Im Laufe des Jahres erschienen weltweit diverse weitere Singleausführungen, auch einige EP-Veröffentlichungen. Am 28. April 1967 erschien das Lied als Teil des gleichnamigen Albums (Katalognummer: WW-114), dem dritten Studioalbum der Turtles.

## Rezeption
1999 belegte das Lied, mit ungefähr fünf Millionen Auftritten im US-amerikanischen Radio, Platz 44 der meistgespielten Lieder des 20. Jahrhunderts. 2007 wurde Happy Together in die Grammy Hall of Fame aufgenommen.

## Kommerzieller Erfolg

### Chartplatzierungen
Happy Together avancierte zum Nummer-eins-Hit in den US-amerikanischen Billboard Hot 100, wo es im März und April 1967 drei Wochen an der Spitze sowie drei weitere Wochen auf dem zweiten Platz rangierte. Darüber hinaus erreichte die Single Top-10-Platzierungen in Belgien-Wallonien und den Niederlanden (je Rang 5), Belgien-Flandern (Rang 8) und Norwegen (Rang 9).
| ChartsChartplatzierungen       | Höchstplatzierung | Wochen/ Monate |
| ------------------------------ | ----------------- | -------------- |
| Deutschland (GfK)              | 11 (2,5 Mt.)      | 2,5 Mt.        |
| Österreich (Ö3)                | 11 (2 Mt.)        | 2 Mt.          |
| Vereinigte Staaten (Billboard) | 1 (15 Wo.)        | 15 Wo.         |
| Vereinigtes Königreich (OCC)   | 12 (12 Wo.)       | 12 Wo.         |

| ChartsJahrescharts (1967)      | Platzierung |
| ------------------------------ | ----------- |
| Vereinigte Staaten (Billboard) | 8           |

### Auszeichnungen für Musikverkäufe
| Land/Region                  | Auszeichnungen für Musikverkäufe (Land/Region, Auszeichnung, Verkäufe) | Verkäufe  |
| ---------------------------- | ---------------------------------------------------------------------- | --------- |
| Neuseeland (RMNZ)            | Platin                                                                 | 30.000    |
| Spanien (Promusicae)         | Gold                                                                   | 30.000    |
| Vereinigte Staaten (RIAA)    | 3× Platin                                                              | 3.000.000 |
| Vereinigtes Königreich (BPI) | Platin                                                                 | 600.000   |
| Insgesamt                    | 1× Gold · 5× Platin ·                                                  | 3.660.000 |

## Coverversionen
- 1968: Caterina Valente (Album: Sweet Beat (The Legendary 60s Pop Session))[1]
- 1969: Petula Clark (Album: Just Pet)[1]
- 1991: Jason Donovan (Album: Greatest Hits)[1]
- 2018: Neil Young + Promise of the Real (Album: Paradox)[1]
- 2019: Weezer (Album: Weezer (Teal Album))[1]
- 2020: Dimitri Vegas & Like Mike vs. Bassjackers (Album: Tomorrowland 2020 – United Through Music)[1]